# 이스라엘-헤즈볼라 분쟁
이스라엘-헤즈볼라 분쟁은 이스라엘과 헤즈볼라의 분쟁이다. 헤즈볼라는 1985년 레바논에서 창설된 시아파 이슬람 정당이자 무장단체로, 이란-이스라엘 대리 분쟁 및 이스라엘-레바논 분쟁의 일환으로 이스라엘과 장기간에 걸친 분쟁에 연루되어 왔다. 이란이 레바논 내정에 점점 더 개입하게 되면서 양측의 첫 번째 교전은 레바논 내전 중에 일어났다. 이란 정부의 자금 지원과 이란 이슬람 혁명 수비대의 훈련 및 감독을 통해 헤즈볼라는 1982년 레바논 전쟁 중에 다양한 종교 성직자들에 의해 시리아가 점령한 레바논에서 주로 자유 레바논 국가와 이스라엘에 반대하는 군대로 건설되었다.
헤즈볼라는 레바논 남부를 통제하고 이란의 지원과 자금을 지원받으며 지역 전쟁에서 이란의 대리인 역할을 하는 것으로 알려졌다. 헤즈볼라 창립부터 현재까지 이스라엘의 제거는 헤즈볼라의 주요 목표였다. 헤즈볼라는 이스라엘 정부와 정책뿐만 아니라 이스라엘에 살고 있는 모든 유대인 민간인에게도 반대한다.

## 타임라인
- 남부 레바논 분쟁 (1985년~2000년)
- 2000년~2006년 셰바팜스 분쟁
- 2006년 레바논 전쟁
- 2015년 1월 셰바팜스 사건
- 시리아 내전 중 이스라엘-시리아 휴전선 사건
- 시리아 내전 중 이란-이스라엘 분쟁
- 북부방패 작전
- 2023년 이스라엘-레바논 포격
- 이스라엘-헤즈볼라 분쟁 (2023년~현재)